# Cerkev sv. Martina, Šmartin na Teholici
Rimskokatoliška župnijska cerkev Šmartin na Teholici stoji na vzpetini na severnem koncu vasi Šmartin na Teholici v občini Teholica ob Vrbskem jezeru v okrožju Celovec dežela severno od Vrbskega jezera  na zgodovinsko dvojezičnem območju Južne Koroške, v okraju Celovec-dežela v Avstriji. Župnijska cerkev pod pokroviteljstvom svetega Martina iz Toursa spada k Krški škofiji. Cerkev je spomeniško zaščitena stavba.

## Zgodovina
Cerkev je bila v listini prvič omenjena leta 1319. Zunanjost je bila obnovljena v letih 1992/1993, pri čemer je bila obnovljena poznobaročna arhitekturna polihromacija z oznako 1746.

## Arhitektura
Prvotno romanska cerkev s stolpom iz prve polovice 13. stoletja je v 15. stoletju dobila gotski stolp z oporniki vzhodno od stolpa. Na južni strani cerkve je gotska stavba zakristije s kletjo, ki so jo uporabljali kot kostnico. Na severni strani je velik nišni prizidek, ki je bil verjetno nekoč uporabljen za skupino figur. Leta 1889 so romanskemu stolpu dodali zvonsko nadstropje z neoromanskimi dvojnimi okni in koničasto streho. Na zahodnem pročelju je opečna veranda s segmentno obokanimi odprtinami na treh straneh. Na ganku je žrtvena miza z žrtvenim hlevom. Ladja ima zahodni portal, na južni zunanji steni pa je bila leta 1995 odkrita freska svetega Krištofa, prebarvana v 19. stoletju.
Notranjost cerkve ima ladjo pod ravnim sodčastim sklepnikom s spandreli na pilastrih, razdeljeno na tri in pol niza iz 19. stoletja. Zahodna galerija je lesena. Triumfalni obok s podstavki ima na jugu tri rozetne gomile različnih velikosti, na severu pa dva cvetlična ornamenta. Kvadrat stolpa je križno rebrast s ključnim kamnom. Romanski okrogli obok vodi v enonadstropni kor s petstranim obokom, kor ima rebrasti sklepnik na konzolah. V njem je zakramentalna niša s tremi konzolami iz 15. stoletja. Južna zakristija je križno obokana.
Na stenskih poslikavah v ladji so medaljoni Marijinega vnebovzetja in Kristusovega vnebohoda Antona Zollerja, štirje evangelisti, sveta Cecilija in kralj David, nad triumfalnim lokom pa prehod svete družine čez gore iz druge polovice 19. stoletja, ki je podoben slikam na obcestnih svetiščih v Hadanigu. Freske s slovenskimi napisi so bile odkrite v letih 1980/1981. Leta 1992/1993 so bili odkriti ostanki romanske stenske poslikave.

## Notranja oprema
Glavni oltar izvira iz prve četrtine 18. stoletja in je bil predelan v 19. stoletju. Tema izrezljane oltarne slike je darovanje plašča svetega Martina. Tabernakelj je bil izdelan sredi 18. stoletja.
Levi stranski oltar prikazuje svetega Dioniza in je bil izdelan v letih 1700/1701. Desni stranski oltar s sveto Katarino Aleksandrijsko je bil izdelan leta 1685. Poznogotske figure Madone s krono iz prve polovice 15. stoletja ter svetega Janeza Evangelista, svetega Leonarda in svete Ottilije iz začetka 16. stoletja so iz delavnice v Beljaku. Krstilnica je poznogotska.

## Kronogrami iz cikla fresk svete Barbare
Cikel fresk svete Barbare v Šmartinu na Teholici vsebuje več slovenskih kronogramov, med katerimi je po besedah Teodorja Domeja tudi tisti, ki navaja leto 1768. V njem je zapisano:
„VtEMNeI IezHI ChrIstVsH sVoIo // TeLKAI sWIesto NEVest’o // OWIJShzHe InV zeLV // OSDRAVI“
(= ‘‘V temnej jezhi Christus svojo telkai svviesto nevest’o ovvijshzhe inu zelu osdravi‘‘ =  V temni ječi Kristus obišče svojo (zelo) zvesto nevesto in jo popolnoma ozdravi.])
Na Koroškem so slovenski kronogrami iz 18. Stoletja ohranjeni v treh cerkvenih stavbah, dveh severno od Vrbskega jezera in eni na Zilji. Še en kronogram obstaja in je iz 19. stoletja ter ga najdemo v Šenturhu pri Žihpoljah na Gurah.
Kulturnozgodovinski pomen tega in še dveh kronogramov v slovenščini na Koroškem iz 18. stoletja je v tem, da so kronogrami sami po sebi izraz dvorske jezikovne kulture in so po Grafu (citira Werlanda) "otrok renesanse, ki je zrasel v obdobju baroka". 
Slovenski kronogrami na Koroškem so še toliko bolj izjemni glede na zgodovinski jezikovni kontekst razvoja knji#nega jezika tega časa. V slovenskem knjižnem in pisnem jeziku sredi 18. stoletja oz. v pomembnem literarnem gibanju bukovništva so takrat še vedno prevladovali prevodi. Šele proti koncu 18. stoletja ustavrjajo klasični bukovništki avtorji nova, izvirna besedila (na primer Miha Andreaš) (1762-1821), Andrej Šuster-Drabosnjak) (1768-1825), France Leder - Lisičjak (1833-1908)). 
Poleg šejejo kronogrami iz cikla fresk svete Barbare v Šmartinu na Teholici ter dva kronograma iz Tibič in Planje med najstarejše slovenske napise na javnih površinah na Koroškem.

## Grobni spomeniki
- Rimski pogrebni napisi so zazidani zunaj ob zahodnem portalu.

## Spletne povezave
- Gemeinde Techelsberg am Wörther See
- Podatki za Cerkev sv. Martina, Šmartin na Teholici. V: Statistik Austria.
- [Šmartin na Teholici]